# NGC 2280
NGC 2280 ist eine Spiralgalaxie mit ausgedehnten Sternentstehungsgebieten vom Hubble-Typ Sc im Sternbild Großer Hund südlich des Himmelsäquators. Sie ist schätzungsweise 76 Millionen Lichtjahre von der Milchstraße entfernt und hat einen Durchmesser von etwa 150.000 Lichtjahren.

Gemeinsam mit NGC 2292, NGC 2293, PGC 19201 und PGC 19589 bildet sie die NGC 2280-Gruppe.
Die-Typ-IIP-Supernova SN 2001fz wurde hier beobachtet.
Entdeckt wurde das Objekt am 1. Februar 1837 von John Herschel.

## NGC 2280-Gruppe (LGG 138)
| Galaxie   | Alternativname | Entfernung/Mio. Lj |
| --------- | -------------- | ------------------ |
| NGC 2280  | PGC 19531      | 76                 |
| NGC 2292  | PGC 19617      | 82                 |
| NGC 2293  | PGC 19619      | 82                 |
| PGC 19201 | ESO 490-010    | 73                 |
| PGC 19589 | ESO 490-045    | 67                 |